# Окпара, Годвин
Годвин Окпара (англ. Godwin Okpara; родился 20 сентября 1972 года в Обаку, Нигерия) — нигерийский футболист, защитник. Известен по выступлениям за «Страсбур» и сборной Нигерии. Участник Олимпийских игр 2000 года в Сиднее. Участник Чемпионата мира 1998 года.

## Клубная карьера
В 1989 году Окпара начала свою карьеру в клубе «Обаранта Юнайтед». Уже через полгода он отправился в Европу, где заключил контракт с бельгийским «Беерсхотом». В своём втором сезоне Годвин стал чаще привлекаться к играм за основу и в 1991 году перешёл в «Эндрахт Алст» для получения игровой практики. В новом клубе Окпара сразу же завоевал место в стартовом составе. Несмотря на вылет команды в низший дивизион Годвин остался в клубе и помог ей вернуть в Жюпиле лиге, а также пробиться в Кубок УЕФА.
Летом 1996 года Годвин перешёл во французский «Страсбур». 10 августа в матче против «ПСЖ» он дебютировал в Лиге 1. Окпара помог новой команде выиграть Кубок французской лиги и пробиться в еврокубки. Кубке УЕФА он произвёл настоящий фурор выбив из турнира английский «Ливерпуль» и итальянскую «Рому». Летом 1999 года Окпара перешёл в «Пари Сен-Жермен». В новой команде он воссоединился со своим партнёром по сборной Джей-Джеем Окоча. 31 июля в поединке против «Труа» Годвин дебютировал за новый клуб. Окпара испытывал проблемы попаданием с основной состав, поэтому в 2001 году он вернулся в Бельгию. Его новой командой стал льежский «Стандард». 12 августа в матче против «Шарлеруа» Окпара дебютировал за новую команду. В 2004 году в возрасте 32 лет он завершил карьеру футболиста.

## Международная карьера
В 1989 году в составе юношеской сборной Нигерии Окпара принял участие в Чемпионате мира (до 17) в Шотландии и был признан лучшим футболистом турнира.
13 января 1991 года в квалификационном матче Кубка африканских наций против сборной Буркина-Фасо Годвин дебютировал за сборную Нигерии. В 1998 году Окпара в составе национальной команды принял участие в Чемпионате мира во Франции. На турнире он сыграл матчах против сборной Парагвая и Испании.
В 2000 году Окпара принял участие в Кубке африканских наций. На турнире он был запасным футболистом и не сыграл ни минуты, но завоевал серебряную медаль. В том же году Годвин выступал за национальную команду на Олимпийских играх в Сиднее.

## Арест
В 2005 году Окпара был арестован во Франции по подозрению в изнасиловании своей 13-летней приёмной дочери Тины. Несмотря на то, что Годвин не признавал себя виновным, в 2007 году французский суд приговорил его к 10 лет тюрьмы.

## Достижения
Командные
- «Страсбур»
  - Обладатель Кубка французской лиги — 1997

Международные
- Нигерия
  - Финалист Кубка африканских наций — 2000